# SmY RNA
SmY RNA是一类发现于多种线虫动物门物种的snRNA基因家族，长约70–90nt，与mRNA的反式剪接有关。